# Calamospondylus oweni
Il calamospondilo (Calamospondylus oweni) è un dinosauro carnivoro appartenente ai teropodi. Visse nel Cretaceo inferiore (Barremiano, circa 120 milioni di anni fa) e i suoi resti fossili sono stati ritrovati in Inghilterra. L'identità è dubbia.

## Classificazione
Tutto quello che si conosce di questo animale è un osso sacro lungo una quindicina di centimetri, ora andato perduto, e frammenti di un ilio, descritti per la prima volta nel 1866. I fossili sono stati a lungo confusi con quelli di altri dinosauri teropodi del Cretaceo inglese (Aristosuchus, Calamosaurus), ma è probabile che questi fossili rappresentassero forme molto distinte fra loro. Purtroppo la frammentarietà dei resti di Calamospondylus non permette una classificazione adeguata, e attualmente questa forma è considerata un nomen dubium. In ogni caso, è probabile che i resti provenissero da un piccolo carnivoro bipede, probabilmente attribuibile ai celurosauri.

## Bibliografia

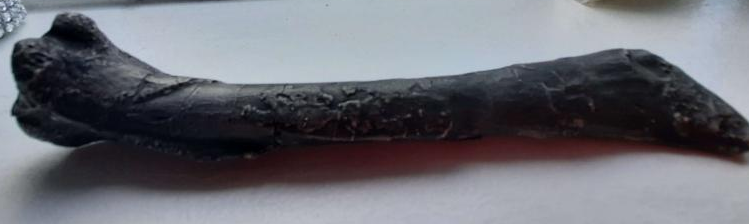
ecco qui fotografata una tibia di Calamospondylus ownei

## Collegamenti esterni

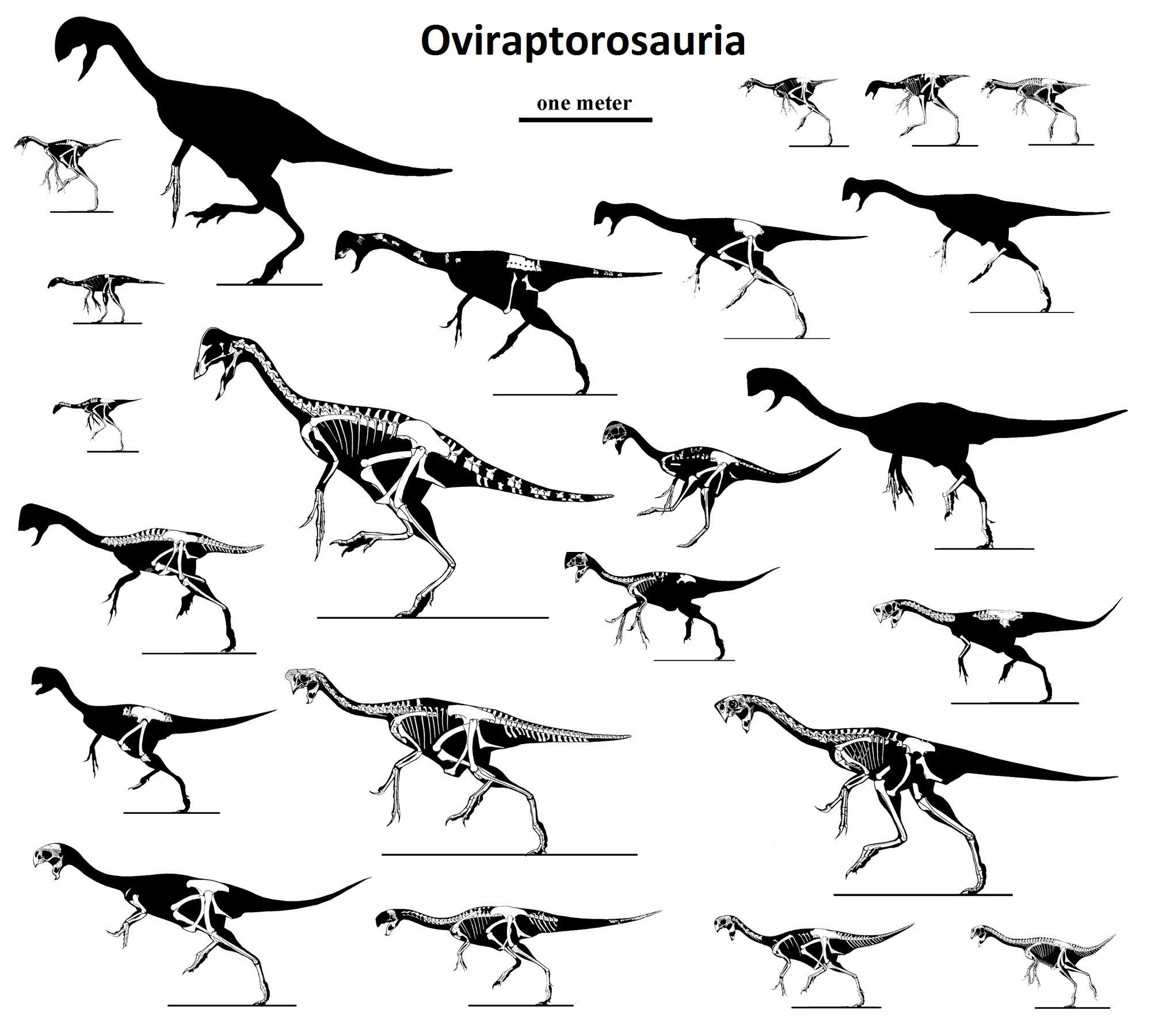
appartenente alla famiglia degli oviraptorosauri